# Новые Пески (Карелия)
Но́вые Пески́ (карел. Liete) — посёлок в составе Эссойльского сельского поселения Пряжинского национального района Республики Карелия.

## Общие сведения
Расположен на северо-западном берегу озера Шотозеро, вблизи железнодорожной станции Новые Пески линии Петрозаводск—Суоярви Октябрьской железной дороги.
Сохраняется могила медицинской сестре, рядовой Монтовой Галины Николаевны, погибшей в 1942 году в боях Советско-финской войны (1941—1944).
В поселке расположены евангелическо-лютеранская церковь и православная часовня.

## Население
| 2002 | 2009 | 2010 | 2013 |
| ---- | ---- | ---- | ---- |
| 292  | ↘277 | ↘196 | ↘185 |

## Улицы
- ул. Горная
- ул. Железнодорожная
- ул. Лесная
- ул. Набережная
- ул. Центральная